# Каррион, Педро (футболист)
Педро Хосе Каррион Падиаль (исп. Pedro Jose Carrión Padial; 25 января 1978, Картама, Испания) — испанский футболист, нападающий.

## Биография
Практически всю карьеру провёл в клубах низших испанских дивизионов: «Малага Б» (до 2002), «Торредонхимено» (2002—2003), «Томельосо» (2003—2004), «Дон-Бенито» (2004—2006), «Лос-Барриос» (2006—2008), «Алькала» Алькала-де-Гвадаира (2008—2010), «Депортиво Сан-Фернандо» (2011—2013), «Атлетико Санлукеньо» (2014—2015). Перед сезоном 2015/16 перешёл в гибралтарский клуб «Европа». В мае 2016 года в матче чемпионата забил 11 голов в ворота клуба «Британниа XI» (16:1). Это повторение европейского рекорда, который установил в октябре 1905 года игрок венгерского МТК Йене Карой (МТК — МАФК 15:1). В квалификации Лиги Европы 2016/17 в составе «Европы» провёл четыре матча, забил один гол — в ворота «Пюника» (2:0). В 2016 году перешёл в клуб пятого по силе испанского дивизиона «Херес».